# Tapferkeitskreuz (Niger)

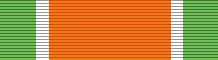
Bandschnalle des Tapferkeitskreuzes

Das Tapferkeitskreuz (französisch Croix de la vaillance) ist eine staatliche militärische Auszeichnung Nigers.

## Zweck, Geschichte und Verleihungspraxis
Das Tapferkeitskreuz ist für individuelle Belobigungen bestimmt, die bei Kriegshandlungen oder Operationen zur Aufrechterhaltung der Ordnung und Sicherheit auf Befehl der Armee oder des Korps erworben wurden. Es ist die vierthöchste staatliche Auszeichnung des Landes nach dem Nationalorden Nigers, dem Verdienstorden Nigers und der Militärmedaille. Träger eines Tapferkeitskreuzes haben eine reduzierte Wartezeit bei der Anwartschaft auf einen National- oder Verdienstorden.
Die Auszeichnung wurde am 30. April 1964 geschaffen. Ihre Verwaltung obliegt dem Großkanzler der Nationalorden. Den Beschluss zur Vergabe fällt der Verteidigungsminister.
Aufgrund seines außergewöhnlichen Charakters gibt es keine Einschränkungen, wie viele Tapferkeitskreuze jedes Jahr verliehen werden dürfen. Es sind auch Ausländer dazu berechtigt die Auszeichnung zu erhalten. Handelt es sich um eine Belobigung der Armee, wird das Tapferkeitskreuz mit Palme (Croix de la vaillance avec palme) vergeben, handelt es sich um eine solche des Korps, wird das Tapferkeitskreuz mit Stern (Croix de la vaillance avec étoile) verliehen. Wird jemandem ein Tapferkeitskreuz für mehrere Taten zugesprochen, steigt entsprechend die Anzahl der Palmen oder Sterne.
Die Verleihungen des Tapferkeitskreuzes werden in der Regel im Rahmen einer Militärparade durch den Verteidigungsminister oder den Kommandanten der Streitkräfte vorgenommen.

## Gestaltung und Trageweise
Die Auszeichnung besteht aus einer Medaille am Band, einer Anstecknadel, einer Bandschnalle und einer Urkunde, die vom Verteidigungsminister unterzeichnet und vom Großkanzler gegengezeichnet wurde.
Die Medaille ist vollständig in Bronze gehalten. Sie besteht aus einem Kreuz von Agadez mit zwei dahinter liegenden gekreuzten Schwertern, deren Spitzen nach oben zeigen. Auf der Vorderseite ist in der Mitte der Schriftzug République du Niger (Republik Niger) und auf der Rückseite der Schriftzug Croix de la vaillance zu sehen. Auf dem Ordensband ist ein vierzackiger Stern oder eine Palme in Form von Lorbeerzweigen angebracht, auf der die Zahl der verliehenen Sterne beziehungsweise Palmen steht.
Das Kreuz wird auf der linken Seite in Brusthöhe getragen.

## Bekannte Träger (Auswahl)
- Illias Almahady (* 1944), Offizier
- Idrissa Arouna (* 1926), Offizier, Politiker und Diplomat
- Salou Djibo (* 1965), Offizier, Staatschef Nigers
- Adamou Garba (* 1962), Offizier
- Djibrilla Hima Hamidou (* 1965), Offizier
- Issaka Labo Bouché (* 1952), Offizier
- Amadou Seyni Maïga (* 1942), Offizier, Politiker und Diplomat
- Salifou Mody (* 1962), General und Diplomat
- Aboubakar Amadou Sanda (* 1964), Offizier
- Mamane Souley (* 1965), Offizier
- Abdourahamane Tiani (* 1964), General, Staatschef Nigers